# برايان ك. داوني
برايان ك. داوني هو سياسي كندي، ولد في 5 نوفمبر 1950 في كندا، وتوفي في 12 يناير 2012 في رد دير في كندا. حزبياً، نشط في الرابطة التقدمية المحافظة في ألبرتا ‏. وقد انتخب عضو الجمعية التشريعية ألبرتا.